# 8608 Chelomey
8608 Chelomey (1976 YO2) là một tiểu hành tinh vành đai chính được phát hiện ngày 16 tháng 12 năm 1976 bởi L. I. Chernykh ở Đài vật lý thiên văn Crimean. Nó được đặt theo tên the Russian rocket scientist Vladimir Chelomey, the Director of the Research Cantre for space projects, ở Reutov, east of Moscow, Russia. This Centre produced the first in the World satellite, launched in 1957, called Sputnik.